# Сен-Лаже-Брессак
Сен-Лаже́-Бресса́к (фр. Saint-Lager-Bressac, окс. Sant Lager Bressac) — коммуна во Франции, находится в регионе Рона — Альпы. Департамент коммуны — Ардеш. Входит в состав кантона Шомерак. Округ коммуны — Прива.
Код INSEE коммуны 07260.
Коммуна расположена приблизительно в 500 км к югу от Парижа, в 120 км южнее Лиона, в 10 км к юго-востоку от Прива, рядом с природным парком Мон-д’Ардеш.
Сен-Лаже-Брессак была образована 28 декабря 1825 года в результате объединения коммун Сен-Лаже и Сент-Андре-де-Брессак.

## Население
Население коммуны на 2008 год составляло 848 человек.
| 1962 | 1968 | 1975 | 1982 | 1990 | 1999 | 2008 |
| ---- | ---- | ---- | ---- | ---- | ---- | ---- |
| 330  | 373  | 382  | 491  | 569  | 663  | 848  |

## Экономика
В 2007 году среди 573 человек в трудоспособном возрасте (15-64 лет) 433 были экономически активными, 140 — неактивными (показатель активности — 75,6 %, в 1999 году было 73,8 %). Из 433 активных работали 396 человек (224 мужчины и 172 женщины), безработных было 37 (13 мужчин и 24 женщины). Среди 140 неактивных 51 человек были учениками или студентами, 48 — пенсионерами, 41 были неактивными по другим причинам.

## Фотогалерея
- Сен-Лаже-Брессак
- Карта коммуны